# Ганнибал
Ганниба́л Ба́рка или Анниба́л Ба́рка (финик. 𐤇𐤍𐤁𐤏𐤋; 247—183 до н. э.) — карфагенский военачальник. Считается одним из величайших полководцев и государственных деятелей древности. Был заклятым врагом Римской республики и последним значимым лидером Карфагена перед его падением в серии Пунических войн.
Ганнибал родился в 247 году до н. э. в семье карфагенского полководца Гамилькара Барки. В возрасте девяти лет дал клятву быть врагом Рима. Став главнокомандующим карфагенскими войсками в Испании, развязал вторую Пуническую войну, напав на Сагунт. В 218 году до н. э. вторгся в Италию и нанёс римлянам несколько поражений, в том числе при Каннах. Но римляне сумели перехватить инициативу и перейти в наступление в Испании, а затем и в Африке. Вызванный на помощь Карфагену в Африку, Ганнибал потерпел поражение при Заме, после которого Карфаген был вынужден заключить мир с Римом. В 196 году до н. э. был обвинён в антиримских настроениях и ушёл в изгнание. Покончил жизнь самоубийством в 183 году до н. э., не желая сдаваться римлянам.
Ганнибал считается одним из величайших военных стратегов в истории Европы, а также одним из величайших полководцев древности, наряду с Александром Македонским, Юлием Цезарем, Сципионом Африканским и Пирром Эпирским. Военный историк Теодор Айро Додж даже назвал Ганнибала «отцом стратегии», так как его враги, римляне, заимствовали у него некоторые элементы его стратегии. Такая оценка создала ему высокую репутацию в современном мире, он считается великим стратегом, наряду с Наполеоном Бонапартом.

## Этимология имени
Имя Ганнибала на финикийском языке писалось без гласных — 𐤇𐤍𐤁𐤏𐤋 (ḥnbʿl). Вокализм этого слова в устной речи является спорным вопросом. Существуют различные версии этимологии:
1. Ḥannibaʻ(a)l[4][5], что означает «Баал милостив»[5][6] или «дар Баала»[4]
2. Ḥannobaʻal, с тем же значением[7],
3. ʼDNBʻL ʼAdnibaʻal, что означает «Баал — мой господин»[7]; на греческом — греч. Ἁννίβας, Hanníbas.

## Детство и юность
Ганнибал родился в 247 году до н. э. в Карфагене в семье полководца Гамилькара Барки. Имя матери новорождённого неизвестно. Он был первым сыном в семье, после него родились ещё два мальчика (Гасдрубал и Магон). Также у Ганнибала были три старших сестры, но их имена неизвестны. Известно, что одна из них в 238 году до н. э. была замужем за Бомилькаром и уже имела сына, Ганнона. Другая сестра Ганнибала была замужем за Гасдрубалом Красивым. Ещё одна сестра, вероятно, младшая, вышла замуж за нумидийского царевича Нараваса. Немецкий учёный Я. Зейберт на основании свидетельств Валерия Максима и Кассиодора высказывал предположение, что у Гамилькара был и четвёртый сын, который был принесён в жертву около 240 года до н. э. Гамилькар и его сыновья известны под прозвищем Барка. Это прозвище, которое означает «молния», дали им римские историки. Скорее всего, это прозвище Гамилькар получил за свою тактику борьбы против римских войск на Сицилии. В эллинистических государствах также было популярно прозвище «Керавн», что в переводе с греческого означало «молния». Политическую группировку, которая поддерживала Гамилькара и его сыновей, в историографии обычно называют Баркидами. Род Ганнибала, принадлежавший к числу высших карфагенских аристократических родов, возводил свою родословную к одному из спутников легендарной основательницы города Элиссы.
В том же году Гамилькар был отправлен карфагенским советом старейшин на Сицилию воевать с римлянами, поэтому маленький Ганнибал не часто виделся с отцом. Гамилькар возлагал большие надежды на сыновей. По рассказу Валерия Максима, однажды он, смотря на увлечённо игравших сыновей, воскликнул: «Вот львята, которых я ращу на погибель Риму!»
В возрасте девяти лет отец взял Ганнибала с собой в Испанию, где хотел возместить своему городу потери, понесённые в ходе Первой Пунической войны. Точно неизвестно, отправился ли Гамилькар в Испанию по собственной инициативе или был отправлен карфагенским правительством. Перед отправлением в поход отец приносил жертвы богам, а после жертвоприношения он позвал к себе Ганнибала и спросил, хочет ли он отправиться с ним. Когда мальчик с радостью согласился, Гамилькар заставил его поклясться перед алтарём, что он всю жизнь будет непримиримым врагом Рима. По словам Полибия и некоторых других историков, Ганнибал сам рассказал сирийскому царю Антиоху III эту историю. Фраза «Ганнибалова клятва» стала крылатой. Кроме того, что Гамилькар хотел, чтобы его сын продолжил борьбу с Римом, он ещё, как выходец из военной аристократии, хотел, чтобы Ганнибал пошёл по стопам отца.
Прибыв в Гадес, карфагенскую колонию в Испании (Иберии), Гамилькар начал проводить завоевательные походы. Его задачей было «поправить в Иберии дела Карфагена». Ганнибал жил в лагере, рос и воспитывался среди воинов. В Испании Ганнибал подружился с Магоном Самнитом, Ганноном и Ганнибалом по прозвищу Мономах, которые позже сопровождали его во время Италийской кампании. Позднее в Испанию прибыли его братья Гасдрубал и Магон. Ганнибал получил разностороннее образование. Его учителями были, по-видимому, и карфагеняне, и нанятые греки. В частности, спартанец Сосил обучал его греческому языку. Кроме того, Ганнибал, судя по всему, говорил на диалектах некоторых иберийских племён.
Ганнибал со временем начал принимать участие в походах отца, где приобретал необходимый военный опыт. Первым делом Гамилькар отвоевал золотые и серебряные рудники сьерры Морена и возобновил чеканку серебряной монеты, необходимой для выплаты контрибуции Риму. Около 230 года до н. э. Гамилькар основал новый город Акра Левка с целью создания надёжного тыла и усиления карфагенского влияния. Зимой 229/228 годов до н. э. Гамилькар осадил город Гелику. Первоначально осада проходила благоприятно для карфагенян, и их командующий решил отправить большую часть своей армии и слонов на зимовку в Акра Левке. Но затем вождь племени оретанов (ориссов), бывший, как казалось, союзником карфагенян, неожиданно пришёл на помощь Гелике, и войска Гамилькара были вынуждены отступить. Для спасения Ганнибала и Гасдрубала, находившихся в войске, Гамилькар отвлёк на себя оретанов и отправил сыновей с другой частью армии по другой дороге. Преследуемый оретанами, он утонул в реке, а его сыновья невредимыми добрались до Акра Левки.
После смерти Гамилькара главнокомандующим карфагенских войск в Испании стал его зять Гасдрубал, долгое время бывший его «правой рукой». Гасдрубал продолжил завоевание Иберии. Первым делом новый главнокомандующий разгромил оретанов и отомстил им за смерть тестя. Карфагенские владения в Испании были расширены до верховьев реки Анас. Гасдрубал женился на дочери одного из иберийских вождей и был провозглашён этими вождями царём. Согласно Титу Ливию, Ганнибал вместе с братьями после смерти отца покинул Испанию и вернулся в Карфаген. Он, возможно, провёл в Карфагене около пяти лет и в 224 году до н. э. прибыл в Испанию. Ганнибал начал службу в должности начальника конницы под командованием Гасдрубала. За время службы при Гасдрубале Ганнибал приобрёл репутацию отличного воина и храброго командира. Гасдрубал основал город Новый Карфаген, который стал столицей карфагенской Иберии. В 223 году до н. э. в городе Сагунт начались волнения, и его власти обратились за помощью в Рим. Римские войска навели в городе порядок, изгнав сторонников Карфагена. Таким образом, Сагунт стал римским протекторатом. В начале 221 года до н. э. Гасдрубал был убит своим слугой, мстившим за своего бывшего хозяина, убитого по приказу Гасдрубала.

## Главнокомандующий в Испании
После смерти Гасдрубала солдаты избрали новым главнокомандующим Ганнибала. Этот выбор был утверждён карфагенским народным собранием, а спустя несколько месяцев — советом старейшин.
В течение двух лет (221—220 гг. до н. э.) Ганнибал расширял карфагенские владения на северо-западе Пиренейского полуострова. В 221 году до н. э. он провёл кампанию против племени олькадов и взял штурмом их столицу — Альталию у Полибия, Карталу у Тита Ливия. Успех карфагенян заставил и другие города олькадов признать власть Карфагена. После зимовки в Новом Карфагене Ганнибал продвинулся ещё дальше, покорил ваккеев и захватил важнейшие их города — Саламантику и Арбокалу. На обратном пути через южную Гвадарраму на него напали карпетаны, которых побудили выступить беженцы из числа ваккеев и олькадов. Ганнибал сумел уйти от них, а затем нанёс им поражение, когда карпетаны переправлялись через реку Таг. Затем были подчинены и карпетаны. Все территории к югу от Ибера теперь были под карфагенским владычеством. В том же году Ганнибал женился на иберийке из Кастулона по имени Имилька.
Обеспокоенные карфагенской экспансией и провокациями соседних иберийских племён жители Сагунта отправили послов в Рим. Кроме того, в Сагунте вспыхнула борьба между проримской и прокарфагенской партиями. Из Рима было отправлено посольство в Испанию. Прибыв в Сагунт в конце лета 220 года до н. э., римляне прекратили смуты и приказали казнить некоторых членов прокарфагенской партии. На встрече с Ганнибалом римские послы потребовали воздержаться от враждебных акций в отношении Сагунта. Ганнибал принял послов весьма надменно, заявив, что «карфагеняне искони блюдут правило защищать всех угнетённых». Не добившись прямого ответа от Ганнибала, послы отправились в Карфаген. Ганнибал пытался вызвать нарушение мира со стороны испанской колонии Сагунта, чтобы со стороны казалось, что в войну его втянули сагунтцы.
Ганнибал послал в Карфаген извещения, что сагунтцы стали теснить карфагенских подданных, торболетов. Карфагенские власти уполномочили его действовать так, как он сочтёт нужным. Зимой 219 года до н. э., после провала переговоров, начал военные действия. В самом начале осады Ганнибал получил ранение в бедро, неосторожно подойдя к крепостной стене. Сагунт ожесточённо оборонялся. Летом 219 года до н. э. к Ганнибалу прибыло римское посольство, но он даже не принял его, и послы отправились в Карфаген. После 8-месячной упорной осады Сагунт пал осенью. Взрослые мужчины-сагунтинцы были убиты по приказу Ганнибала, а женщины и дети проданы в рабство. Сагунт был заселён финикийскими колонистами. Римские послы потребовали в Карфагене выдачи Ганнибала и, не получив от совета старейшин ответа, объявили войну.
После падения Сагунта Ганнибал отвёл свою армию на зимние квартиры в Новый Карфаген. Тогда у него уже созрел план вторжения в Италию. Собственно, у него не было выбора: римляне направили консулов в Испанию и на Сицилию, чтобы затем вторгнуться в Африку. Он должен был отвлечь римлян от Африки, чтобы получить шанс на победу. Он распустил по домам солдат из иберийских племён, а затем отправил некоторых из них в Африку для укрепления тамошних гарнизонов. Зимой Ганнибал предпринял энергичную разведывательную и дипломатическую деятельность. Были отправлены послы к галлам. Многие из них высказывали поддержку карфагенянам.
Хотя римляне объявили войну в марте, Ганнибал не сразу отправился в поход на Италию. В Цизальпинской Галлии он спровоцировал восстание бойев против римского господства, которое началось в апреле или мае. Карфагенский флот атаковал Сицилию и Южную Италию, в результате чего консул Тиберий Семпроний Лонг отказался от вторжения в Африку.

## Италийская кампания

Карта Италийского похода Ганнибала

### От Испании до Италии
Ганнибал выступил из Нового Карфагена в конце апреля или начале мая 218 года до н. э., возможно, даже в начале июня. Согласно Полибию, его армия состояла из 90 тысяч пехотинцев, 12 тысяч всадников и 37 слонов. Однако современные историки считают, что из Нового Карфагена вышло 60—70 тысяч солдат. Затем Полибий писал, что через Пиренеи Ганнибал повёл 50 тысяч пехотинцев и 9 тысяч всадников. 10 тысяч пеших и 1 тысячу всадников во главе с Ганноном он оставил в Каталонии и такое же количество отпустил домой. Выходит, что он потерял в боях между Эбро и Пиренеями 21 тысячу человек, что маловероятно. Между Эбро и Пиренеями Ганнибал встретился с сопротивлением илергетов, бергусиев, авсетанов, эреносийцев и андосинов. Карфагеняне перешли Пиренеи через Сердань и далее через перевал Перш и долину Теты. Некоторые народы, жившие на территории современного Русильона, воспротивились продвижению пунийцев и собрали объединённое войско в Русциноне (ныне Кастель-Русильон). Но Ганнибал щедро одарил вождей и получил от них разрешение беспрепятственно пройти мимо Русцинона.
К концу августа Ганнибал вышел к берегам Роны. Между тем консул Публий Корнелий Сципион продвигался по морю вдоль побережий Этрурии и Лигурии и остановился в Массилии, направляясь в Испанию. Ганнибал переправился через Рону чуть выше её слияния с Дюранс. Ему попыталось помешать переправиться племя вольков, но он отправил им в тыл конный отряд испанцев, который вынудил вольков отступить. Сразу после переправы Ганнибал отправил отряд нумидийских всадников с целью разведать планы римлян. Нумидийцы встретили отряд римских всадников, посланных с аналогичным заданием, и вступили с ним в бой. В стычке победили римляне, а нумидийцы были вынуждены отступить. Сципион, стоявший в долине Кро, снялся с места и двинулся навстречу Ганнибалу. Ганнибал отступил вверх по левому берегу Роны. Сципион не стал его преследовать и отправился с некоторой частью армии в долину По, чтобы подготовиться к её обороне, а другую часть направил в Испанию.
«Теперь вы одолеваете ... стены не Италии только, но и Рима. Отныне всё пойдёт как по ровному, отлогому склону; одна или, много, две битвы отдадут в наши руки, под нашу власть крепость и столицу Италии».
Ганнибал несколько дней продвигался вверх по течению Роны, дойдя до её слияния с Изером, а затем повернул на восток. Он шёл вдоль Изера до её слияния с Арком, где начиналась гористая альпийская местность. В боях с горцами Ганнибал переходил Альпы. На девятый день с начала подъёма, в конце октября, Ганнибал стоял на вершине перевала. Спуск продолжался около 6 дней, и наконец, Ганнибал спустился в верхнюю долину Мориены. У него осталось 20 тысяч пехотинцев и 6 тысяч всадников.

### Карфагенский «блицкриг»

Схемы битв при Требии, Тразименском озере и Каннах

После спуска с Альп карфагеняне захватили столицу племени тавринов (будущий Турин), взяв его после трёх дней осады. Появление Ганнибала в Италии стало неожиданностью для римлян. Они немедленно вызвали второго консула Тиберия Семпрония Лонга из Лилибея. Некоторые галльские племена начали переходить на сторону карфагенян, но присутствие римлян мешало другим племенам присоединиться к Ганнибалу. Сципион, находившийся в Плаценции, перешёл реку По и двинулся навстречу Ганнибалу. Ганнибал тоже рассчитывал на сражение, надеясь, что после победы галлы перейдут на его сторону. Карфагеняне и римляне встретились у северного берега реки По, между реками Сесией и Тицином. Перед битвой Ганнибал устроил своим воинам «гладиаторские бои», в которых сражались пленные горцы. Этим он хотел показать им, что в битве их ждёт победа или смерть. В битве карфагеняне одержали победу. Это была кавалерийская стычка, в которой также принимали участие римские пращники. Нумидийцы зашли в тыл римской конницы и вынудили её бежать. Сципион быстро отступил к Плаценции. В его армии взбунтовались галлы и перешли на сторону Ганнибала. Следуя своей линии поведения в отношении италийских союзников Рима, Ганнибал приказал чрезвычайно мягко обращаться с пленными, захваченными в Кластидии.
В середине декабря к Требии подошла армия Тиберия Семпрония Лонга. Семпроний рвался в бой, надеясь разгромить Ганнибала до окончания его консульских полномочий. Сципион считал, что не нужно торопить события, так как время работает на римлян. Но Сципион заболел, и Семпроний фактически стал единоличным командующим. Ганнибал заставил римлян переправиться через Требию, разгорелось ожесточённое сражение, которое продолжалось, пока из засады не выскочил кавалерийский отряд под командованием Магона, который атаковал тыл римлян. Битва закончилась сокрушительным поражением римлян. Победа при Требии отдала Ганнибалу Цизальпинскую Галлию и позволила привлечь на свою сторону все племена, населявшие этот регион. После этой победы Ганнибал переправился через Требию и направился в Болонью, где и провёл зиму.
С наступлением весны 217 года до н. э. Ганнибал перешёл Апеннины через перевал Порретта и вышел к Пистое.
В Риме консулами были избраны Гай Фламиний и Гней Сервилий Гемин. В начале кампании 217 года до н. э. две римские армии — Фламиния и Сервилия — были выставлены на путях наступления Ганнибала к Риму: первый — у Арретия, второй — возле Аримина. Но он, обойдя с левого крыла армию Фламиния, стал угрожать её сообщениям с Римом, выбрав кратчайший путь — на Парму и через Клузийские болота, затопленные в это время разлитием реки Арно. Во время перехода через болота у Ганнибала началось тяжелейшее воспаление глаз, вследствие чего он лишился одного глаза и в течение всей жизни вынужден был носить повязку. Из болот Арна Ганнибал вышел в район Фьезоле. Он совершил несколько набегов на область Кьянти в Тоскане. Узнавший об этом Фламиний пошёл навстречу Ганнибалу, который стал притворно отступать. Пользуясь оплошностью своего противника, Ганнибал устроил засаду у Тразименского озера и в кровопролитной битве, где погиб сам Фламиний, нанёс неприятелю поражение. Тем временем Гней Сервилий отправил на помощь Фламинию 4 000 всадников под командованием Гая Центения. Узнав об исходе Тразименской битвы, Центений повернул в Умбрию. Ганнибал отправил против них конницу Магарбала, которая разгромила римских всадников. После этого Ганнибал двинулся через Умбрию, пересёк Фламиниеву дорогу, повернул на восток к Адриатическому морю и вдоль побережья дошёл до Апулии. После победы при Тразименском озере Ганнибал находился всего лишь в 80 милях от Рима, и между ним и городом не было каких-либо значительных сил римлян. Его армия насчитывала 50—55 тысяч человек. Кроме того, в Этрурию, недалеко от лагеря Ганнибала, прибыл карфагенский флот из 70 кораблей. Возможно, целью, с которой прибыла эта флотилия, было нападение на Рим. Однако Ганнибал не пошёл на Рим. Современные историки выдвигают предположение, что численность армии Ганнибала была мала для того, чтобы напасть на такой большой и укреплённый город, и указывают на невозможность блокады Рима из-за господства римского флота на море. Возможно, Ганнибал считал, что, связав себя осадой, станет мишенью для других римских армий.
Ввиду опасности, в которой очутилось отечество, римляне вручили диктаторскую власть Фабию Максиму (впоследствии прозванному Кунктатором, то есть медлителем). Сенаторы поставили вопрос о диктатуре в народном собрании, и был избран Фабий. Его помощник, начальник конницы, также был избран на народном собрании. Им стал Марк Минуций Руф. Фабий, приняв консульскую армию Сервилия, прибыл в Апулию. Узнав о его прибытии, Ганнибал в тот же день вывел свои войска из лагеря и выстроил их для нового сражения, однако Фабий не поддался на эту провокацию. Римский диктатор перешёл к новой тактике — тактике изматывания противника небольшими стычками и своего рода партизанскими налётами. Ганнибал, согласно Титу Ливию, был обеспокоен тем, что римляне отказываются вступать в бой, и, стараясь вынудить их принять бой, стал грабить и разорять Апулию, но Фабий был непреклонен. Тогда Ганнибал решил двинуться на юг. Двинувшись в Самний, разорив земли Беневента и заняв город Телесию, Ганнибал решил направиться в Кампанию по приглашению антиримски настроенных кампанцев. Собираясь двинуться к Казину, он по ошибке прибыл в Казилин (Casilinum) и оказался в области, со всех сторон окружённой горами и реками. Тем временем Фабий занял горные проходы, но Ганнибал с помощью хитрости вырвался из ловушки и занял Героний. Марк Минуций Руф был настроен более решительно и хотел битвы с карфагенянами. Когда Фабий отбыл в Рим для участия в религиозных обрядах, Ганнибал втянул его в битву, а потом отступил, чтобы внушить ему, что он одержал победу. Сторонники Минуция в Риме потребовали равных прав для диктатора и начальника конницы. Было решено так и сделать. Римская армия была разделена на две: армию Фабия и армию Минуция. Минуций вступил в бой с Ганнибалом и попался в его ловушку, так как Ганнибал оставил в засаде карфагенян, которые ударили в тыл римлян. Пришедший на помощь Минуцию Фабий вынудил Ганнибала прекратить бой. Не дав Ганнибалу вновь разгромить римскую армию, Фабий «промедленьем спас положение» (Cunctando restituit rem).

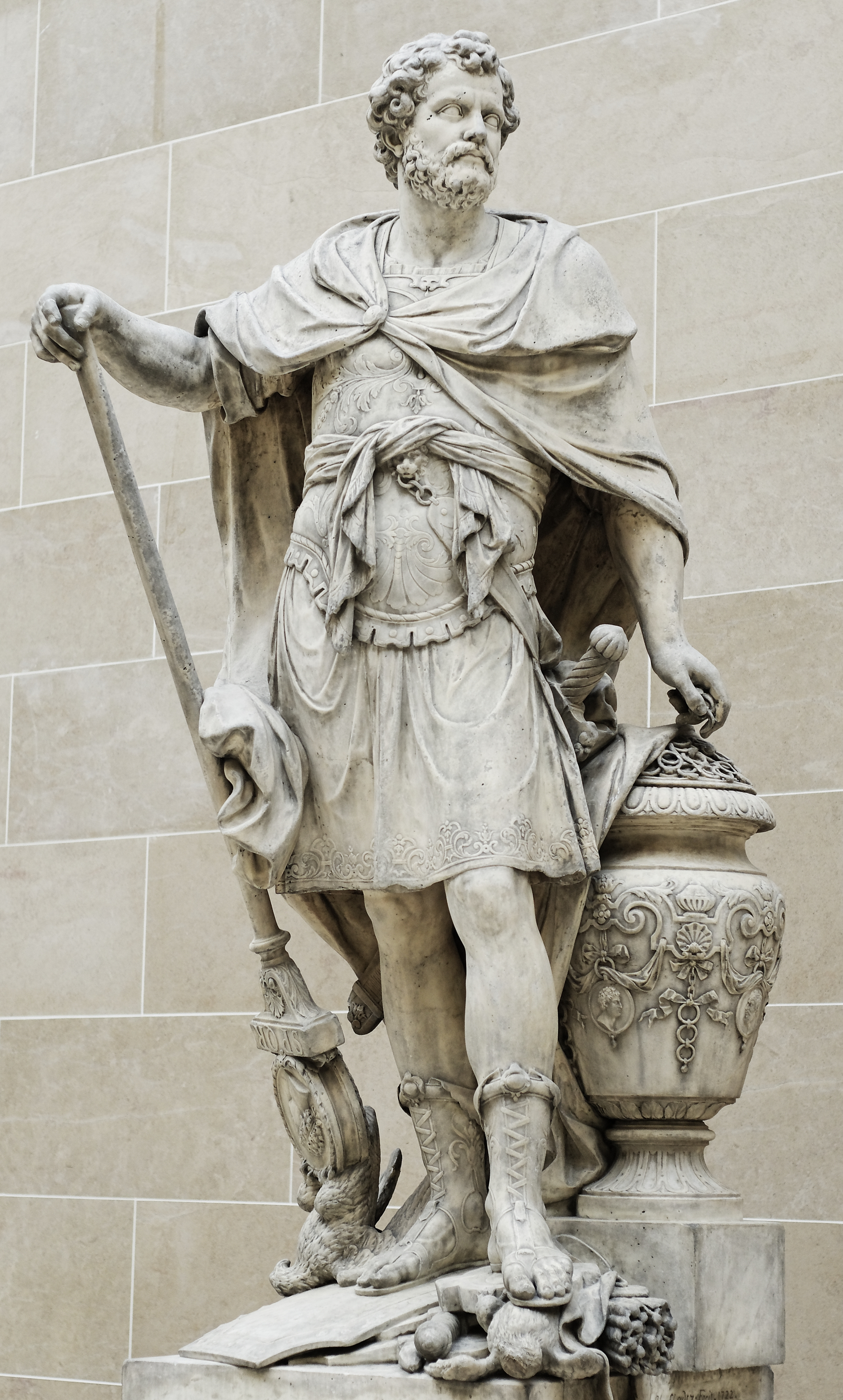
Ганнибал считает кольца убитых в битве римских всадников, статуя Себастьена Шлодтца, 1704, Лувр

По окончании срока диктатуры Фабия командование армией вновь приняли консулы, Гней Сервилий Гемин и Марк Атилий Регул. В боевых действиях у Герония они придерживались тактики Фабия. Карфагеняне начали испытывать острый недостаток в продовольствии. В 216 году до н. э. были избраны новые консулы: Гай Теренций Варрон и Луций Эмилий Павел. Армия Римской республики насчитывала 87—92 000 человек. Войска Ганнибала были истощены походами, из Карфагена подкреплений не присылалось. К концу лета съестные припасы в Геронии закончились, и Ганнибал двинулся в Канны. Битва при Каннах в корне изменила соотношения сторон. Карфагеняне были выстроены в форме серпа, в центре которого находилась пехота, а по краям — африканская конница. Римские пехотинцы начали медленно пробивать оборону в центре, когда кавалерия Ганнибала полностью уничтожила конницу противника. Поравнявшись с последними рядами римлян, африканцы ударили в тыл. Плотный строй окружённых римлян был почти полностью уничтожен. В ходе битвы римляне потеряли около 50 тысяч человек, а карфагеняне — 6 тысяч.
После битвы начальник карфагенской конницы Магарбал сказал, что мечтает через четыре дня пировать на римском Капитолии. Ганнибал ответил, что ему нужно подумать. Тогда Магарбал произнёс: «Ты умеешь побеждать, Ганнибал, но не умеешь пользоваться победой». Ганнибал видел цель войны не в уничтожении противника, а в установлении гегемонии Карфагена в Западном Средиземноморье и возврате Сицилии, Корсики и Сардинии. Кроме того, Рим был очень укреплённым городом, для его осады потребовалась бы техника, которой у Ганнибала не было. Но, вероятно, карфагенские инженеры могли построить осадные машины, тем более что в некоторых других местах он их использовал. Он ждал предложения мира от римлян, но его не последовало. Ганнибал предложил римскому сенату выкупить пленных и тем начать подготовку к мирным переговорам, но сенат ответил отказом. Тогда он начал активную дипломатическую деятельность, в результате чего на его сторону перешли апулийцы, самниты, луканцы и бруттии.

### От первой битвы при Ноле до падения Капуи
После битвы при Каннах Ганнибал двинулся к Неаполю, но не решился его штурмовать и направился к Капуе. Капуя, в которой возобладали антиримские настроения, перешла на сторону Ганнибала. Оставив в Капуе гарнизон, карфагенский полководец захватил Нуцерию и попытался взять Нолу, но Марцелл отстоял город и нанёс Ганнибалу поражение. Затем карфагеняне безуспешно попытались склонить Ацерры к сдаче, но когда их жители отказались, они разграбили и сожгли город. После неудачной попытки взять Казилин Ганнибал ушёл на зимние квартиры в Капую.
Тех, кого не победили никакие лишения, погубили слишком обильные удобства и неумеренные удовольствия — и это тем больше, чем с большей жадностью они с непривычки в них погрузились. Дело в том, что сон, и вино, и пиршества, и блудницы, и бани, и безделье, по привычке изо дня в день все более привлекательные, так ослабили их тела и души, что позже их больше поддерживали прежние победы, чем наличные силы.
В 215 году до н. э. Марцелл, Гракх и Фабий во главе трёх армий должны были окружить Капую, где находился Ганнибал. Карфагеняне захватили Казилин, Петелию и Консенцию. Бруттии захватили греческий город Кротон, а затем и Локры, куда вскоре прибыло подкрепление из Карфагена. Весной или летом в Бруттии высадилось македонское посольство с целью заключить союз с Карфагеном. Союз был заключён. Он предусматривал взаимную помощь: Филиппу от Ганнибала — в Греции, Ганнибалу от Филиппа — в Италии. Сиракузский царь Гиероним под давлением своего окружения отправил послов к Ганнибалу и в Карфаген и заключил с ними союз. К концу лета Ганнибал вновь попытался захватить Нолу, но потерпел поражение. Тогда он ушёл в Апулию, на полуостров Гаргано на зимние квартиры, оставив некоторую часть войска осаждать город. Пребывание карфагенских войск на зимних квартирах в Капуе римская анналистическая традиция считала одной из наиболее серьёзных стратегических ошибок Ганнибала, способствовавшей разложению его армии. Некоторые современные историки отрицают это, аргументируя тем, что и после зимовки в Капуе Ганнибал в течение многих лет воевал на юге Италии и одерживал победы.
Весной 214 года до н. э. Ганнибал вернулся в свой старый лагерь на горе Тифата недалеко от Капуи. Затем он разорил Кумы и безуспешно пытался захватить Путеолы и Неаполь. Нолу снова отстоял Марк Клавдий Марцелл. К карфагенскому полководцу пришла делегация молодых аристократов из Тарента, которая предлагала сдать город карфагенянам. Ганнибал двинулся к Таренту, но консул Марк Валерий Левин успел подготовить город к обороне. Осенью Ганнибал вернулся в Апулию и остановился на зиму в городке Салапия. Здесь у Ганнибала, согласно Плинию Старшему, завязалась связь с местной проституткой.
Значительную часть лета 213 года до н. э. он провёл в области Саленто. В январе 212 года до н. э. Ганнибал хитростью взял Тарент. Вскоре Ганнибалу сдались города Метапонт и Фурии. В Кампании война велась с переменным успехом. Капуя была осаждена римлянами. Ганнибал нанёс поражение римлянам при Гердонии. После этого он подошёл к Капуе и снял блокаду. Но как только Ганнибал ушёл в Апулию, город опять был осаждён. Зиму 212/211 г. карфагенский полководец провёл в Бруттии.
В 211 году до н. э. он попытался снять осаду с Капуи, но потерпел поражение от римских войск, осаждавших город. После этого он решил провести отвлекающий манёвр на Рим, надеясь, что римляне уйдут от Капуи. В окрестностях Рима карфагеняне стали угрожать городу штурмом. Ганнибал не стал осаждать Рим, так как последний был очень укреплённым городом и подготовка к его осаде заняла бы около года. Простояв некоторое время под Римом, он отступил. Фраза «Ганнибал у ворот» (Hannibal ante portas) стала крылатой. Капуя сдалась римлянам. Это была серьёзная неудача Ганнибала. Расправа римлян над капуанцами устрашила жителей других городов, перешедших на сторону Ганнибала. Падение Капуи показало бессилие Ганнибала, не сумевшего предотвратить захват самого сильного и влиятельного италийского союзника. Его авторитет среди италийских союзников заметно упал. Во многих из них начались проримские волнения.

### От второй битвы при Гердонии до отплытия Ганнибала

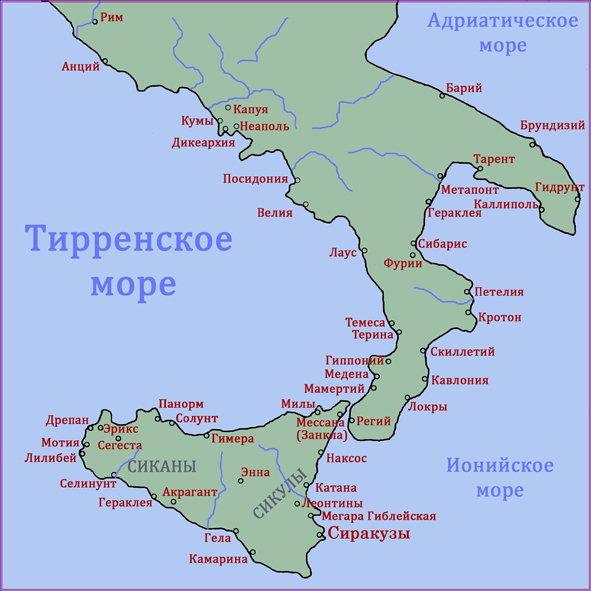
Сицилия и Южная Италия

В 210 году до н. э. Ганнибал нанёс поражение римлянам во второй битве при Гердонии, а затем война шла в Апулии с переменным успехом. Салапия, одной из первых перешедшая на сторону карфагенян, изменила им и вернулась к римлянам.
В начале лета 209 года до н. э. Квинт Фабий Максим осадил Тарент. Ганнибал, стоявший в Бруттии, намеревался помешать ему. Марцелл получил задание отвлечь Ганнибала. Он преследовал Ганнибала до Апулии, где возле Канусия произошло сражение, в котором победили римляне. Когда Ганнибал пришёл к Таренту, город уже был взят Фабием с помощью измены. Тогда он попытался вызвать Фабия на бой близ Метапонта, но тот не поддался на уловку.
В 208 году до н. э. консул Тит Квинкций Криспин попытался захватить Локры, но Ганнибал помешал ему. Тогда Криспин объединился с Марцеллом. Оба консула хотели дать Ганнибалу решающее сражение. Ганнибал устроил засаду римлянам, в которой погиб консул Марцелл и был серьёзно ранен Тит Квинкций Криспин. После этого Ганнибал попытался хитростью взять Салапию, но ему это не удалось: его замысел был раскрыт. Двинувшись к Локрам, карфагеняне атаковали осаждавших город римлян и вынудили их отступить.
Свои надежды на продолжение успешной войны в Италии Ганнибал возлагал на соединение со своим братом Гасдрубалом, шедшим из Испании. Консул Гай Клавдий Нерон двинулся против Ганнибала и одержал победу при Грументе. Тем временем Гасдрубал пришёл в Италию, но его письмо брату было перехвачено римлянами. Нерон соединился с другим консулом Ливием Салинатором и нанёс поражение Гасдрубалу, а сам Гасдрубал погиб в бою. Карфаген не имел больше возможности направить войска на помощь Ганнибалу, и тому пришлось покинуть Апулию и Луканию и отступить в Бруттий.
«Уже без хитростей, уже открыто отзывают меня те, кто давно уже силился меня отсюда убрать, отказывая в деньгах и солдатах. Победил Ганнибала не римский народ, столько раз мною битый и обращённый в бегство, а карфагенский сенат своей злобной завистью. Сципион не так будет превозносить себя и радоваться моему бесславному уходу, как Ганнон, который не смог ничего со мной сделать, кроме как погубив Карфаген, только бы погрести под его развалинами мой дом».
Лето 205 года до н. э. Ганнибал провёл у храма Юноны Лацинийской у Кротоне в Калабрии. Там он воздвиг жертвенник с надписью на финикийском и греческом языках, в которой рассказывал о своих деяниях. В том же году сенат поручил консулу Публию Корнелию Сципиону подготовку к высадке в Африке. Локры были взяты римлянами. Туда же пришёл и Сципион, направлявшийся на Сицилию. Ганнибал не стал нападать на Локры и отступил. В 204 году до н. э. Сципион высадился в Африке и вскоре нанёс там несколько поражений карфагенским войскам. Тем временем Ганнибал вёл оборонительную войну против римлян в Бруттии. Карфаген заключил перемирие со Сципионом, чтобы призвать Ганнибала.

## Война в Африке

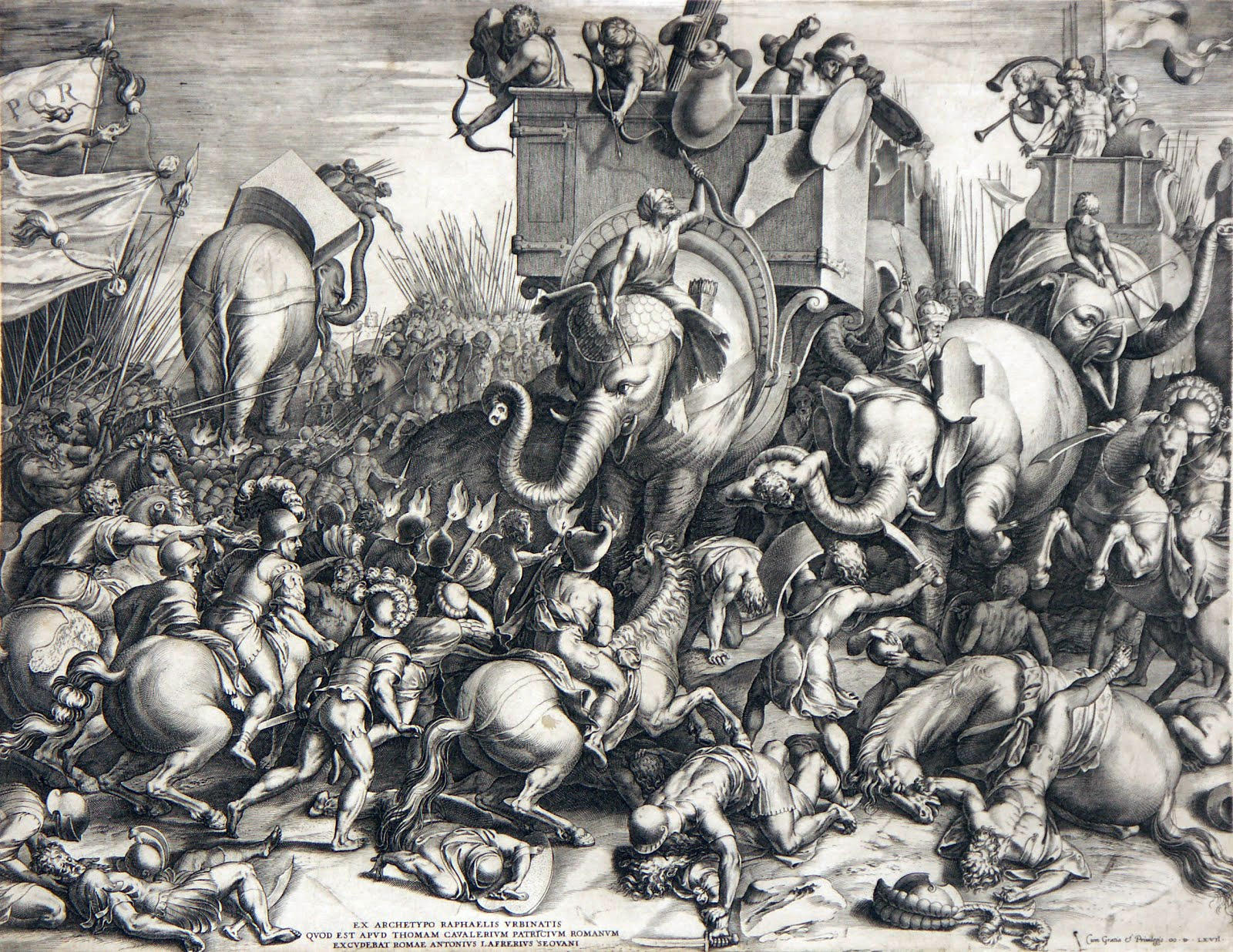
Корнелис Корт. «Битва при Заме» (1567)

Получив приказ вернуться в Африку, Ганнибал посадил своих солдат на корабли в Кротоне. Осенью 203 года до н. э. он беспрепятственно достиг Лептиса с 24-тысячной армией и расквартировал её в Гадрумете. На зимние квартиры он устроил своих солдат в Бизации. В течение зимы он усиленно готовился к началу кампании. Он делал запасы хлеба, закупал коней, заключал союзы с нумидийскими племенами.
Кампания 202 года до н. э. началась с нарушения перемирия карфагенянами. Сципион сразу же призвал нумидийского царя Массиниссу, а сам совершил опустошительный рейд по долине реки Баград (Меджерда) и занял сухопутные подступы к Карфагену. Совет Карфагена отправил депутацию к Ганнибалу в Гадрумет, прося немедленно выступить против Сципиона. Хотя немедленное наступление не входило в планы Ганнибала, он был вынужден выступить в район города Зама, который находился в пяти днях ходьбы от Карфагена.
Подойдя к Заме, Ганнибал выслал разведчиков в римский лагерь. Однако они были задержаны римлянами и препровождены к Сципиону. Проконсул приказал трибуну сопроводить шпионов и показать им римский лагерь. После этого Сципион отпустил карфагенян и посоветовал обо всем рассказать начальству. Этим поступком Сципион повторил такой же жест персидского царя Ксеркса, о котором он мог прочитать у Геродота. Такая смелость и уверенность пробудили у Ганнибала любопытство, и он предложил Сципиону устроить встречу. В это же время Массинисса прибыл в римский лагерь. На встрече Ганнибал предложил Сципиону принять его условия, но Сципион отказался.
На следующий день началась битва. В битве карфагенские слоны, осыпаемые дротиками и стрелами, расстроили карфагенскую тяжёлую кавалерию. Сильная нумидийская конница Массиниссы обратила в бегство карфагенскую конницу и, развернувшись, ударила в тыл карфагенской пехоты. Ганнибал с небольшим отрядом всадников бежал в Гадрумет.
Когда его срочно вызвали в Карфаген, он уже потерял надежду на успешное продолжение войны и ехал с целью заключить мир. Члены же поддерживавшей его группировки Баркидов всё ещё не считали войну проигранной. В то же время Сципион начал подготовку к осаде Карфагена. Но во время подготовки к нему прибыли карфагенские послы с предложением мира. В Тунете начались переговоры. Сципион предложил условия мира: Карфаген отказывается от территорий вне Африки, выдаёт все боевые корабли, кроме десяти, не будет воевать без согласия Рима, возвратит Массиниссе его имущество и владения. Эти условия Ганнибал считал нужным принять. По-видимому, он полагал, что если карфагеняне продолжат войну, то будут уничтожены, а в мирный период можно восстановить силы. В Карфагене разгорелись дебаты между сторонниками и противниками мира. Дошло даже до того, что когда некий Гискон говорил перед послами Народного собрания о неприемлемости мира, Ганнибал бесцеремонно стащил его с трибуны, что в те времена было неслыханной дерзостью и неуважением, за что он, испугавшись, извинился. Карфагенские послы отправились в Рим, и сенат уполномочил Сципиона заключить мир. В лагере Сципиона договор был скреплён подписями и печатями. Вторая Пуническая война закончилась.

## Карфагенский политик

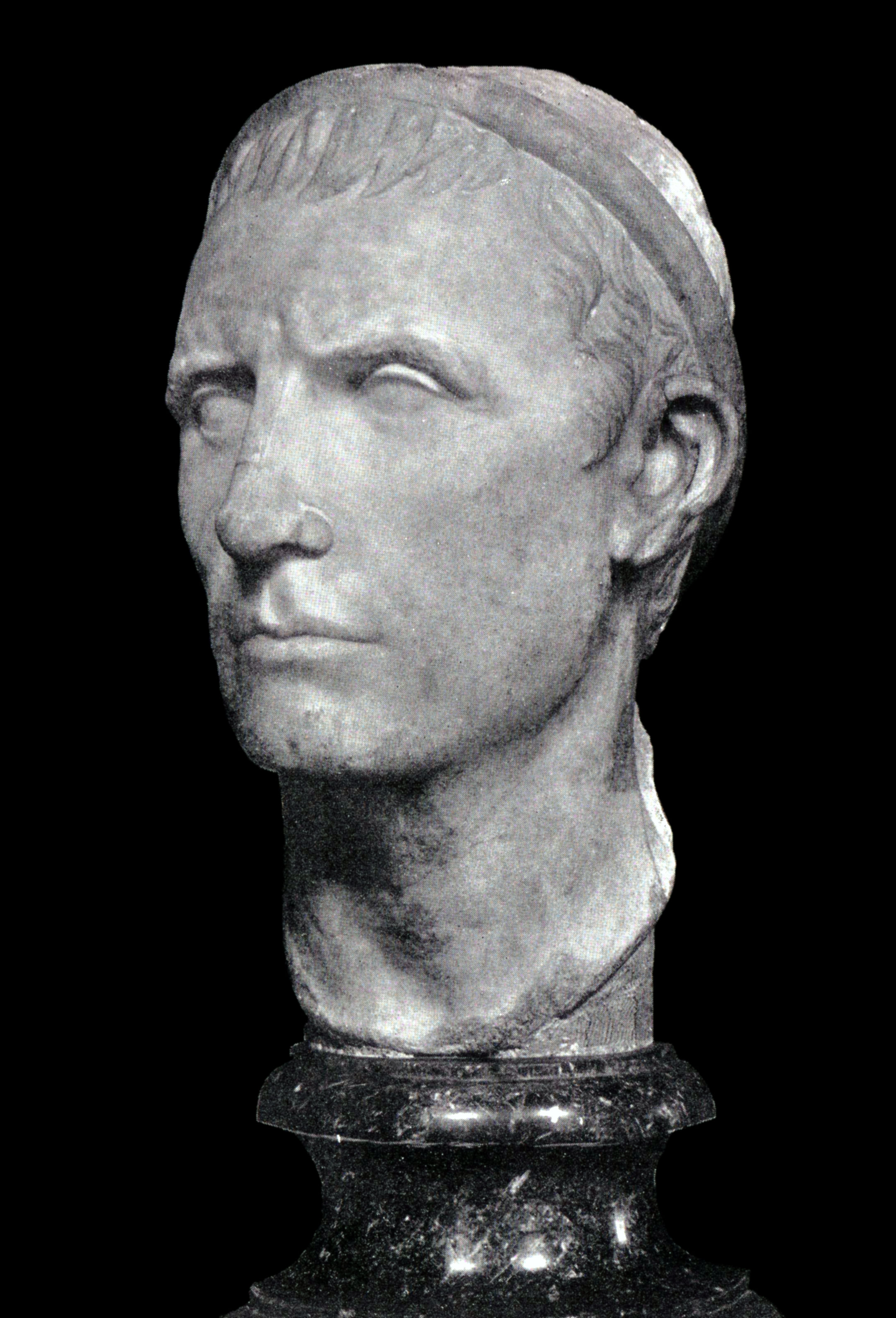
Антиох III Великий

Неизвестно, чем занимался Ганнибал в годы, непосредственно следовавшие за подписанием мирного договора. Благодаря Сципиону Ганнибал смог остаться на свободе, хотя римляне ещё в 218 году до н. э. требовали выдачи его как зачинщика войны, а согласно Диону Кассию, в Карфагене его привлекли к суду за то, что он не овладел Римом и присвоил себе военную добычу.
Ганнибала, несмотря на поражение, продолжали считать национальным героем. Он не подвергся никаким наказаниям за поражение благодаря тому, что группировка Баркидов сохранила своё влияние, и к тому же Карфагену был необходим полководец, способный удержать наёмников, чтобы не повторилась ситуация после окончания первой Пунической войны. Корнелий Непот писал, что он по-прежнему возглавлял армию. Однако упоминание о младшем брате Ганнибала, Магоне, якобы служившем под его началом, хотя точно известно, что Магон умер в 203 г. до н. э., делает это утверждение недостоверным. Непот также писал, что Ганнибал продолжал вести войну в Африке вплоть до 200 года до н. э., но непонятно, против кого. Римский писатель Секст Аврелий Виктор передал легенду о том, что Ганнибал, опасаясь, что в мирное время его солдаты могут морально разложиться, заставил их трудиться на оливковых плантациях. По-видимому, Ганнибал официально возглавлял армию до 199 года до н. э.
В 196 году до н. э. Ганнибал был избран суффетом — высшим должностным лицом Карфагена. Имя его товарища по должности неизвестно. Есть предположение, что Ганнибал стал в этот год единственным суффетом. Сначала он добился с помощью Народного собрания того, чтобы судьи избирались каждый год, причём судья не мог занимать должность два срока подряд. До этой реформы должность судьи была пожизненной, а проход в судейское сословие осуществлялся после занятия должности, которую Тит Ливий по аналогии с Римом именует квестором. Реформа была направлена против олигархов с целью лишить совет старейшин реальной власти. Эта реформа была важной внутриполитической победой Ганнибала.
Карфагену не хватало денег для выплаты контрибуции Риму, и правительство планировало ввести новый налог. Тогда Ганнибал, проверяя финансовые отчётности, обнаружил большое количество нарушений и махинаций, которые позволяли олигархам наживаться за счёт казны. Перед народным собранием Ганнибал заявил, что заставит олигархов вернуть присвоенные суммы. Олигархи, по-видимому, были вынуждены вернуть какую-то часть денег. Этими действиями Ганнибал нажил много врагов. Представители враждебной Баркидам фракции в совете обвинили в Риме Ганнибала в тайных сношениях с сирийским царём Антиохом III, целью которых было развязывание войны с Римом. Римский сенат принял решение отправить посольство, которое должно было призвать Ганнибала к ответу перед Советом старейшин. Ганнибал предвидел вероятность того, что ему придётся бежать, и успел приготовиться. Ночью Ганнибал выехал верхом в своё приморское имение, где уже стоял в готовности корабль. На этом судне Ганнибал доплыл до острова Керкина. На вопросы узнававших его он отвечал, что направляется с важной миссией в Тир. С Керкины Ганнибал уплыл в Тир, который в это время входил в державу Селевкидов.

## Изгнание

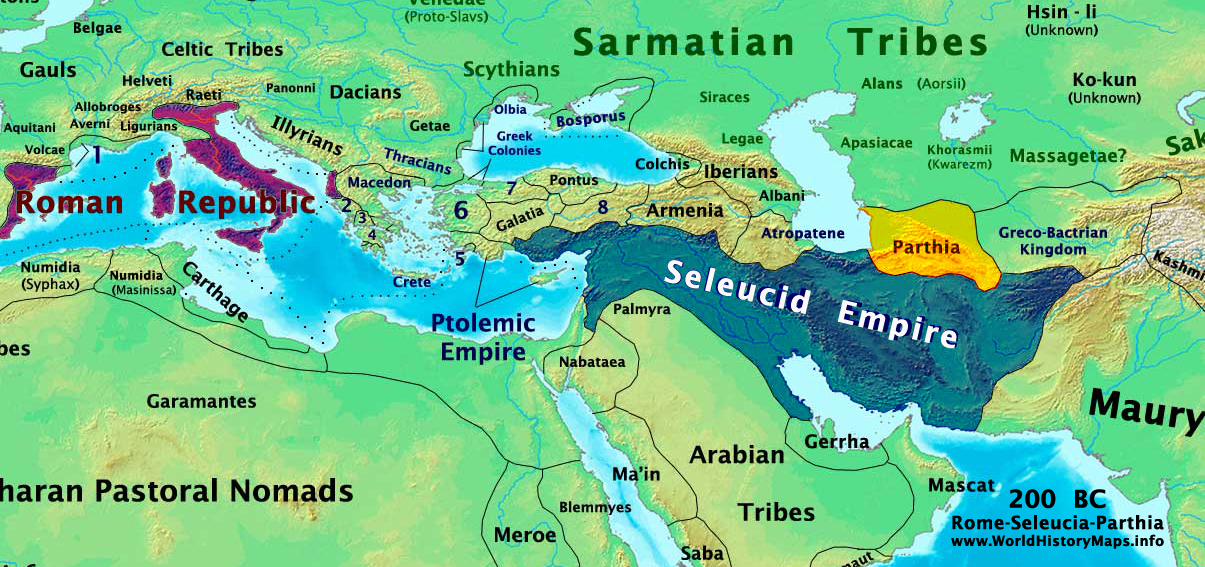
Римская республика и империя Селевкидов в 200 году до н. э.

В Тире Ганнибал завёл ряд знакомств, впоследствии оказавшихся полезными. Затем он отправился в Антиохию, где намеревался встретиться с царём Антиохом III, но сирийский царь уже выехал в Эфес. К осени 195 года до н. э. Ганнибал наконец встретился с Антиохом в Эфесе.
Антиох вёл в то время «холодную войну» с Римом. Он проводил завоевательную политику, всё более приближаясь к находящейся под римским протекторатом Греции. Антиох опасался возрастания влияния Ганнибала, которое непременно бы произошло, если бы царь назначил Ганнибала главнокомандующим.
Зимой 194/193 годов до н. э. Антиох начал переговоры с Римом, надеясь заставить римлян признать его территориальные приобретения. Однако переговоры ни к чему не привели. Осенью 193 года до н. э. переговоры возобновились, но закончились ссорой. Римский посол Публий Виллий Таппул пытался выведать планы Ганнибала, а заодно и скомпрометировать его в глазах Антиоха. Тит Ливий, а следом за ним Аппиан и Плутарх передают рассказ о встрече Ганнибала и Сципиона, произошедшей в Эфесе в конце 193 года до н. э. Вот как выглядит рассказ об этой встрече в изложении Плутарха:
«Рассказывают, что в Эфесе они встретились ещё раз, и когда они вместе прогуливались, Ганнибал шёл впереди, хотя почётное место более приличествовало Сципиону как победителю, но Сципион смолчал и шёл как ни в чём не бывало. А потом он заговорил о полководцах, и Ганнибал объявил, что лучшим из полководцев был Александр, за ним Пирр, а третьим назвал себя. И тут Сципион, тихо улыбнувшись, спросил: „А что бы ты сказал, если бы я не победил тебя?“ — на что Ганнибал ответил: „Тогда бы не третьим, а первым считал я себя среди полководцев“».
Ганнибал предложил Антиоху отправить в Африку экспедиционный корпус, который должен был подтолкнуть Карфаген к войне с Римом. Он отправил в Карфаген своего агента, тирийского купца Аристона, который должен был вести агитацию. Но римляне узнали про его план, и он провалился. После эфесской встречи положение Ганнибала при дворе сирийского царя ухудшилось. Антиох стал подозревать его в проримских симпатиях. Ганнибал развеял его сомнения, рассказав про свою клятву, но их отношения не стали намного лучше. В начале 192 года до н. э. Ганнибал предложил Антиоху сосредоточить войска в Эпире и начать подготовку ко вторжению в Италию.
В 192 году до нашей эры началась Антиохова война: Антиох повёл свою армию в Грецию, но потерпел поражение при Фермопилах и был вынужден отступить в Азию. Между тем и сирийский флот серьёзно пострадал в боях с римским флотом. Поэтому Антиох отправил Ганнибала в Тир, поручив ему собрать и оснастить новую эскадру. Ганнибал собрал флот и двинулся в Эгейское море. Близ устья реки Эвримедонт родосский флот встретил флотилию Ганнибала. В завязавшемся сражении родосцы нанесли поражение финикийцам и блокировали их флот в Коракесии. Между тем сирийские войска под командованием Антиоха потерпели в январе 189 года до н. э. поражение при Магнесии. Царь был вынужден заключить мир на условиях римлян, одним из которых была выдача Ганнибала.

## Последние годы жизни
Узнав об этом, Ганнибал, по-видимому, уплыл в город Гортина на Крите. Упоминание о его пребывании на Крите есть лишь у Корнелия Непота и Юстина. В связи с этим есть легенда о том, как Ганнибал прятал своё золото от алчных критян:
«Тут этот самый хитрый человек на свете заметил, что угодит в большую беду из-за алчности критян, если не придумает какой-нибудь выход. Дело в том, что он привёз с собой большие богатства и знал, что слух о них уже распространился. Тогда он придумал такой способ: взял множество амфор и наполнил их свинцом, присыпав сверху золотом и серебром. Эти сосуды в присутствии знатнейших граждан он поместил в храме Дианы, притворившись, будто вверяет своё состояние честности критян. Введя их в заблуждение, все свои деньги засыпал он в медные статуи, что привёз с собою, и бросил эти фигуры во дворе дома. И вот критяне с великим рвением охраняют храм не столько от чужаков, сколько от Ганнибала, опасаясь, чтобы он без их ведома не извлёк сокровища и не увёз их с собой».

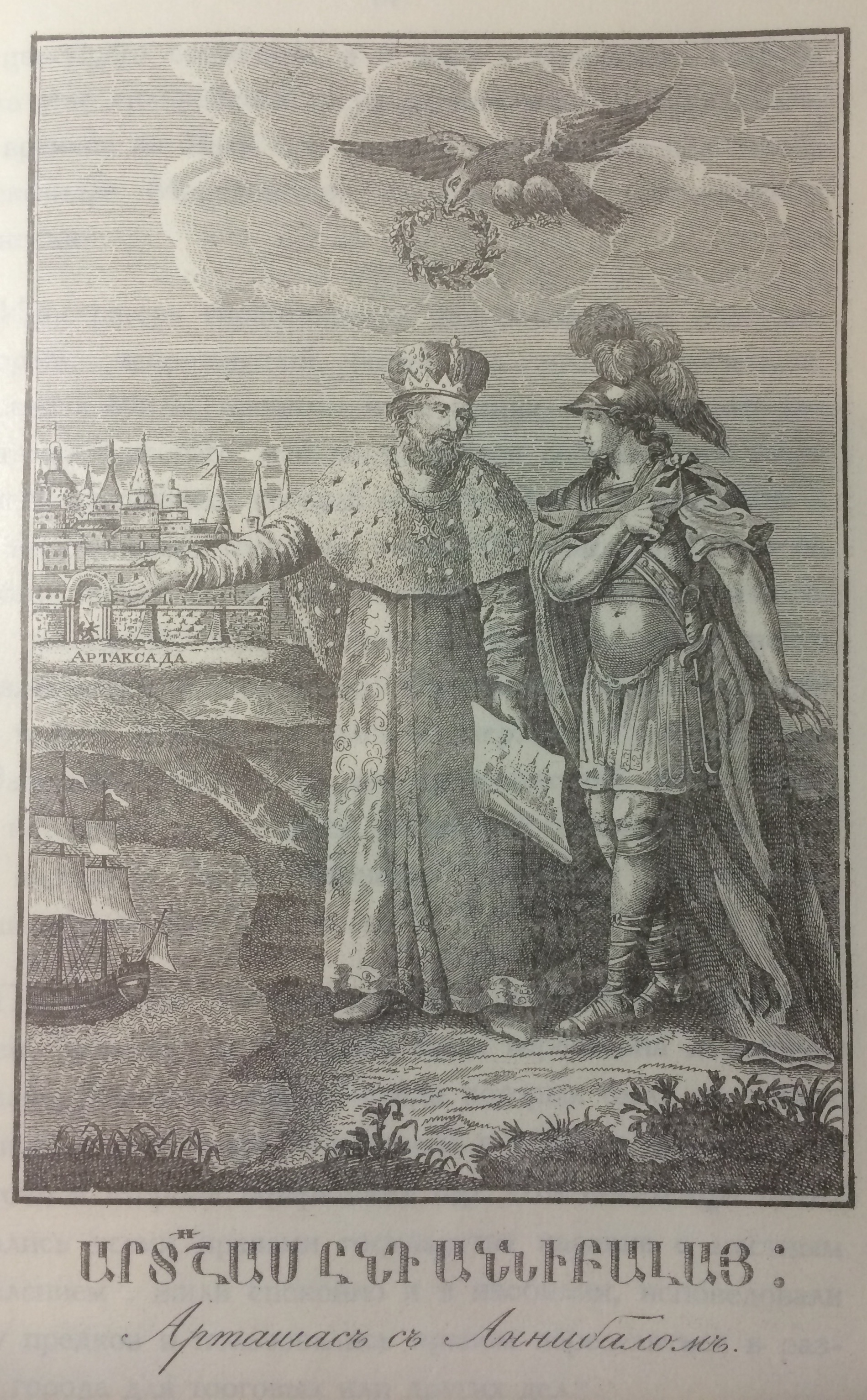
Ганнибал с Арташесом I из Великой Армении в Айрарате

После этого Ганнибал отправился в Великую Армению, провозгласившую независимость от империи Селевкидов. Царь Армении Арташес I по совету Ганнибала основал город Артаксату и поручил ему руководство строительными работами.
Примерно в 186 году до н. э. Ганнибал перебрался к царю Вифинии Прусию, который в это время начал войну с пергамским царём Эвменом, союзником римлян. Об участии Ганнибала ничего достоверно не известно, но Корнелий Непот передаёт рассказ о его хитростях в морском бою с пергамским флотом.
«Когда обе эскадры построились, но не был дан ещё сигнал к бою, Ганнибал выслал вперед гонца с жезлом, дабы открыть своим людям местонахождение Эвмена. Подплыв к судам противника, посол предъявил письмо и заявил, что должен вручить его царю. Поскольку никто не усомнился, что в послании содержатся какие-то мирные предложения, его тотчас доставили к царю, а он, обнаружив для своих корабль командующего, возвратился туда, откуда прибыл. Эвмен же, вскрыв письмо, не нашёл в нём ничего, кроме оскорблений. Изумляясь и недоумевая о цели такого посольства, он всё же не замедлил тотчас начать бой. При столкновении противников вифинцы, следуя наказу Ганнибала, дружно атаковали судно Эвмена. Оказавшись не в состоянии выдержать их натиск, тот стал искать спасения в бегстве, и не нашёл бы его, если бы не укрылся в одной из своих укреплённых гаваней, которые были расположены на ближайшем берегу. Остальные пергамские корабли всё ожесточённее теснили противника, как вдруг на них посыпались глиняные горшки, о которых я упомянул выше. Эти метательные снаряды сначала вызвали у бойцов смех, поскольку невозможно было понять, что всё это означает. Когда же они увидели, что суда их кишат змеями, то пришли в ужас от нового оружия и, не зная от чего спасаться в первую очередь, пустились в бегство и возвратились на свои стоянки. Так Ганнибал хитроумно одолел пергамскую рать. И не только в этом бою, но и во многих других уже сухопутных сражениях побеждал он неприятеля с помощью таких же уловок».

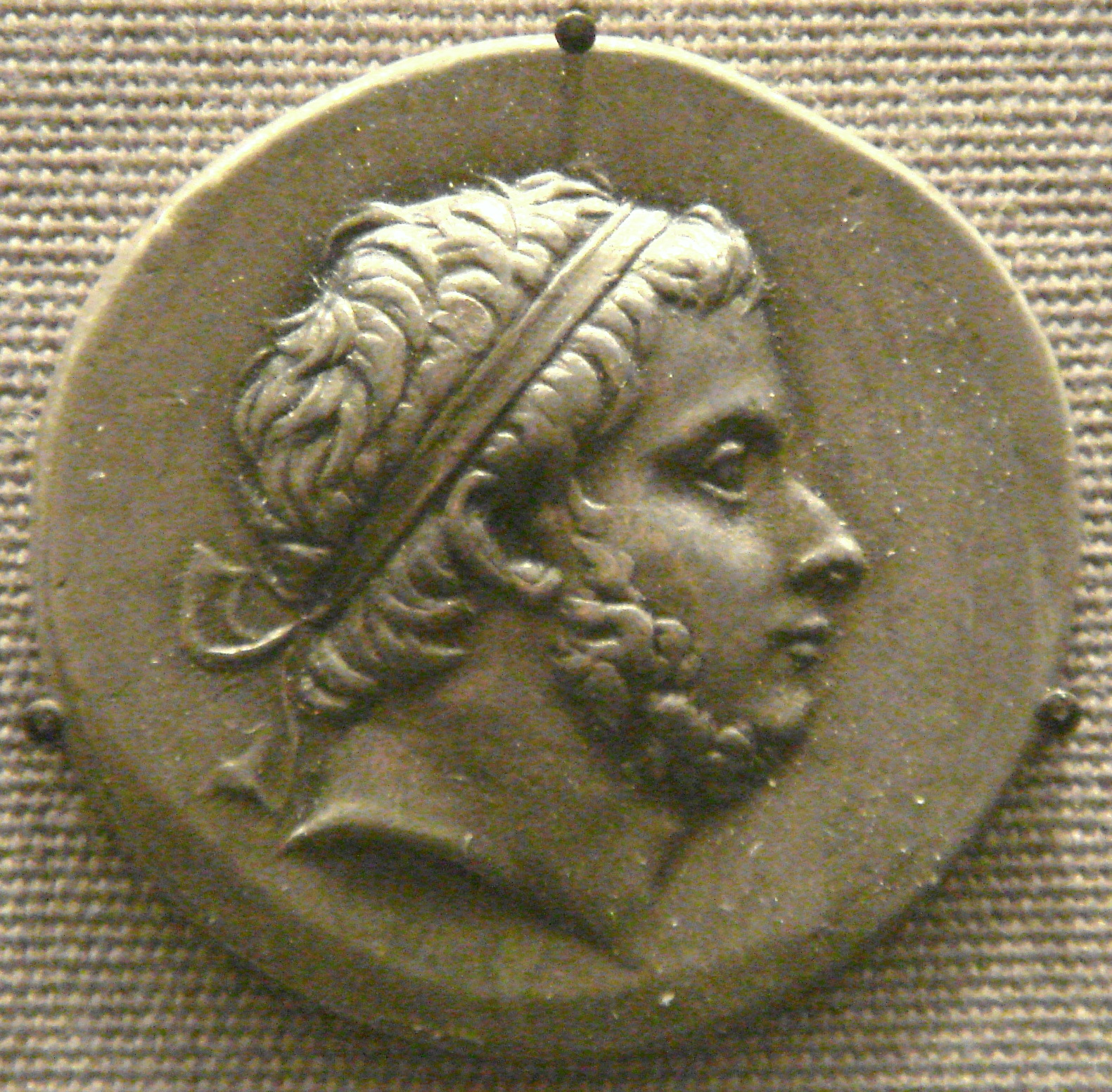
Монета царя Вифинии Прусия

В это время Прусий вознамерился основать новую столицу своего царства, которая должна была располагаться южнее старой. Неизвестно, кому принадлежала идея построить город в предгорьях горы Улудаг. Город получил название Пруса, а сегодня носит название Бурса. Считается, что первый камень в его основание заложил сам Ганнибал.
В 183 году до н. э. Эвмен отправил послов в Рим. Послы заявили, что вифинский царь Прусий обратился за помощью к Филиппу Македонскому, и в свою очередь просили помощи. Сенат решил отправить Тита Квинкция Фламинина в Вифинию. Плутарх, Аппиан и Тит Ливий писали, что римляне не знали о том, что Ганнибал находится при дворе Прусия, а Фламинин узнал об этом уже в Вифинии. Корнелий Непот писал другое: Фламинин узнал об этом в Риме от вифинских послов и донёс об этом сенату, который отправил его в Вифинию. В Вифинии Фламинин потребовал от Прусия выдачи Ганнибала. Возможно, сам Прусий выдал Ганнибала, желая выслужиться перед римлянами. Вифинские солдаты окружили укрытие Ганнибала в Либиссе, чуть западнее Никомедии. Ганнибал послал проверить пути отступления. Узнав, что все выходы были блокированы воинами Прусия, Ганнибал принял яд из перстня, который на всякий случай всегда носил при себе.

## Личность

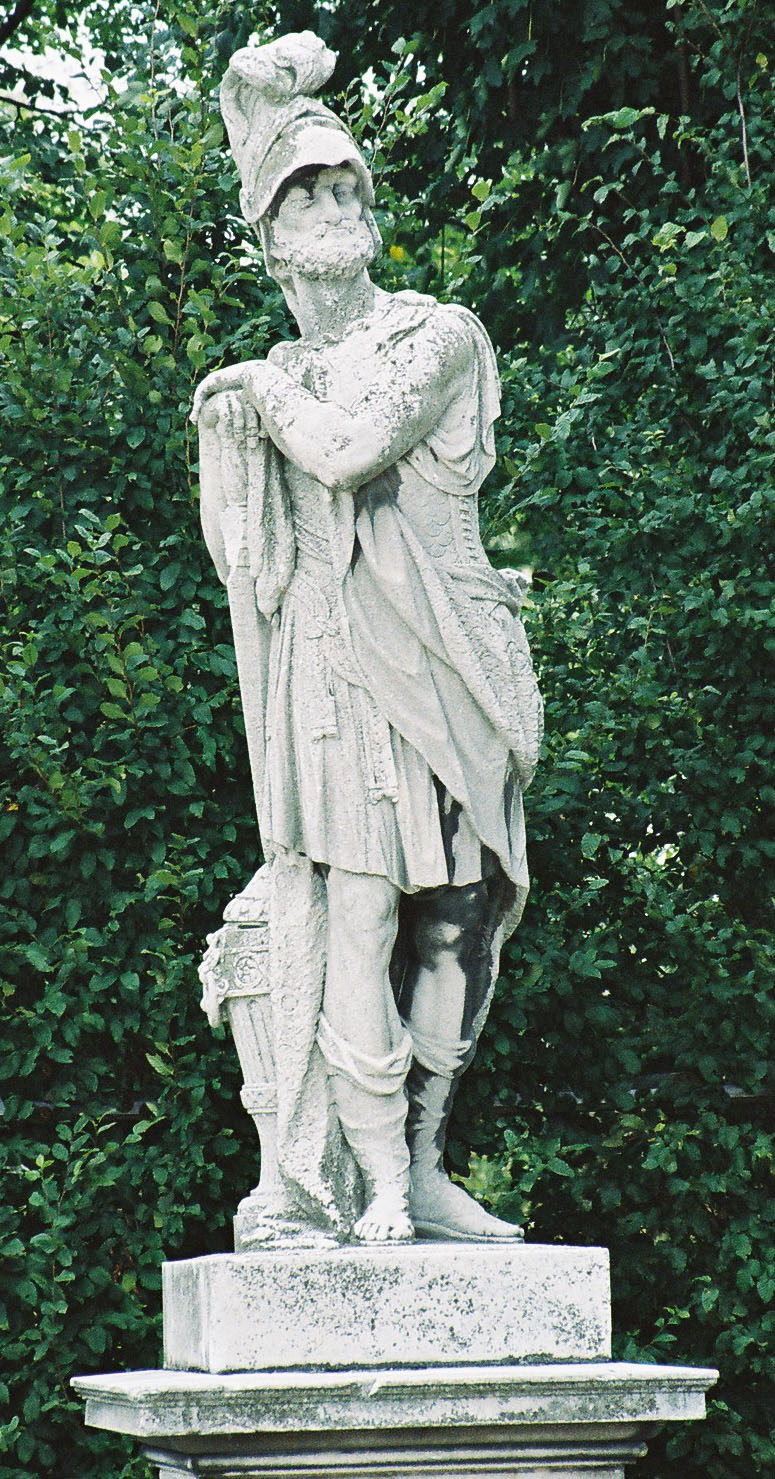
Статуя Ганнибала около дворца Шёнбрунн, Вена

Римский историк Тит Ливий так описывал Ганнибала:
«Никогда ещё душа одного и того же человека не была так равномерно приспособлена к обеим, столь разнородным, обязанностям — повелеванию и повиновению; трудно было поэтому различить, кто им более дорожил, главнокомандующий ли, или войско. Никого Гасдрубал не назначал охотнее начальником отряда, которому поручалось дело, требующее отваги и стойкости; но и воины ни под чьим начальством не были более уверенны и более храбры. Насколько он был смел, бросаясь в опасность, настолько же был он осмотрителен в самой опасности. Не было такого труда, при котором он уставал бы телом или падал духом. И зной и холод он переносил с равным терпением; ел и пил столько, сколько требовала природа, а не для удовольствия; распределяя время для бодрствования и сна, не обращая внимания на день и ночь, — он уделял покою те часы, которые у него оставались свободными от работы; притом он не пользовался мягкой постелью и не требовал тишины, чтобы легче заснуть; часто видели его, как он, завернувшись в военный плащ, спал среди воинов, стоявших на карауле или в пикете. Одеждой он ничуть не отличался от ровесников; только по вооружению да по коню его можно было узнать. Как в коннице, так и в пехоте он далеко оставил за собой всех прочих: первым устремлялся в бой, последним после сражения оставлял поле. Но в одинаковой мере с этими высокими достоинствами обладал он и ужасными пороками. Его жестокость доходила до бесчеловечности, его вероломство превосходило даже пресловутое „пуническое“ вероломство. Он не знал ни правды, ни добродетели, не боялся богов, не соблюдал клятвы, не уважал святыни».
Это «программный портрет» Ганнибала, который представлен у римских историков. Они описывали личность Ганнибала предвзято и необъективно. Признавая его военный талант, они спешат подчеркнуть его недостатки. Это может быть следствием традиционного римского консерватизма. Римские историки подчёркивали достоинства римлян и отсутствие таковых у противника.
В римской историографии появились определённые стереотипы описания Ганнибала, которые ясно видны в описании Тита Ливия. Греческий историк Полибий попытался в своём сочинении опровергнуть некоторые обвинения римских авторов.
Эти обвинения включают в себя жадность, жестокость и зверства, сексуальную распущенность и даже каннибализм. Полибий писал, что обвинения в жадности он слышал от политических противников Баркидов и Массиниссы. По поводу жестокости Полибий считал, что нельзя судить о жестокости полководца, игнорируя конкретные обстоятельства её применения. Многие проявления жестокости Ганнибала, описанные римскими историками, «это жалкие выдумки, сами себя опровергающие», но некоторые обвинения правомерны. При этом римские авторы не останавливают своё внимание на проявлениях не меньшей жестокости со стороны римских полководцев.

### Личная жизнь
О личной жизни Ганнибала известно мало. Тит Ливий сообщил, что во время своего пребывания в Испании Ганнибал женился на иберийке родом из Кастулона, но имени её не назвал. Поэт Силий Италик называет её Имилькой. Ганнибал оставил её в Испании, когда уходил в италийский поход, и больше никогда с ней не виделся.
Среди обвинений, выдвинутых римскими историками против Ганнибала, есть обвинение в сексуальной распущенности. Так, Аппиан обвинял Ганнибала в том, что он «предаётся роскоши и любви» в Лукании, а Плиний писал, что в Апулии «есть город под названием Салапия, известный, потому что там у Ганнибала была совершенно особенная проститутка».

### Полководческий талант
Ганнибал является одним из крупных полководцев Древнего мира, внёсшим значительный вклад в развитие военного искусства. Стратегия Ганнибала характеризуется умением правильно оценивать военно-политическую обстановку и использовать противоречия в лагере противника; заботой о тыле армии; обеспечением устойчивости коммуникаций и баз снабжения; тщательной организацией разведки и глубоким изучением поля битвы и театра военных действий; всесторонней подготовкой и обеспечением продолжительных переходов войск. Основой армии Ганнибал считал сухопутные войска, главной ударной силой которых была кавалерия. Характерными чертами тактики Ганнибала являются хорошее знание противника и умение использовать его слабые стороны; тщательная подготовка битвы; смелый манёвр силами и стремление к полному разгрому противника; умелое применение внезапности и новых способов действий; учёт особенностей местности. Венцом полководческого искусства Ганнибала является битва при Каннах, ставшая новым этапом в развитии тактики, первым примером окружения крупных сил противника и их полного уничтожения.

### Религиозные взгляды
Римские историки обвиняли Ганнибала в вероломстве и неуважении к богам. При этом Тит Ливий противоречит себе, описывая, как Ганнибал поклоняется финикийским богам. Так, Тит Ливий писал, что перед тем, как покинуть Испанию, Ганнибал ездил в Гадес, чтобы вознести дары по обету Мелькарта и «взять на себя новый обет». Мелькарт занимал особое место в семейном пантеоне Баркидов. Историк Д. Пикард считал, что Ливий, часто приводящий примеры религиозности Ганнибала, просто повторил упрёк, зародившийся среди его врагов-карфагенян, и не сумел его критически оценить, потому что плохо разбирался в тонкостях теологических споров карфагенян. По другой версии, Ливий повторил появившееся среди римских историков обвинение в безбожии. В трудах римских историков приводятся и другие примеры религиозности Ганнибала. После перехода через Альпы Ганнибал вознёс благодарственные молитвы. В Италии он демонстрировал уважение к религиозным святыням и не раз спасал храмы от разрушения своими же солдатами. В храме Юноны Лацинии в Кротоне он оставил на алтаре богини надпись с перечислением совершённых подвигов.

### Литературное наследие
К вифинскому периоду жизни Ганнибала относятся приписываемые ему сочинения. Корнелий Непот писал:
«Добавим, что этот великий муж, обременённый великими военными предприятиями, не жалел времени на учёные занятия, ибо после него осталось несколько сочинений на греческом языке, в том числе книга к родосцам о деяниях Гнея Манлия Вульсона в Азии».
Первый известный текст — послание Ганнибала к родосцам в связи с политикой Гнея Манлия Вульсона в Малой Азии. Послание не могло быть написано намного позже 189 года до н. э., когда Вульсон начал Галатскую войну. Ганнибал в своём письме, скорее всего, обращал внимание родосцев на жестокости, творимые римскими солдатами. Текст не сохранился до нашего времени.
До нас дошло фальшивое послание Ганнибала к афинянам на папирусах, ныне хранящихся в Гамбурге. В нём автор от имени Ганнибала представляется «царём карфагенян» и призывает начать восстание греков против Рима. Современные исследователи пришли к выводу, что этот документ был написан между 190 и 185 годами до н. э. Возможно, это письмо было написано и получило распространение сразу после смерти Ганнибала.

## Память
Плиний Старший писал, что в его время (середина I века) недалеко от места, где Ганнибал покончил с собой, ещё можно было видеть могильный холм. Византийский историк Цец упоминал, что в правление Септимия Севера, который происходил из Африки, холм был обнесён беломраморной облицовкой. Это событие вполне могло иметь место, так как Септимий Север в 193—195 годах находился близ этих мест, осаждая Византий, где находились сторонники его соперника Песценния Нигера.
Римские историки описывали личность Ганнибала предвзято и необъективно. Признавая его военный талант, они спешат подчеркнуть его недостатки. В римской историографии сложились определённые стереотипы описания Ганнибала, которые ясно видны в описании Тита Ливия. Римская историография, начиная с Ливия, отказалась от критического осмысления сложившего образа, в результате чего образ Ганнибал приобрёл карикатурные черты «военного преступника». Особое значение в его характеристике заняло вероломство, которое, по мнению римлян, сочеталось с характерной чертой всех финикийцев («пунийское вероломство»). Этот эпитет позже стали ассоциировать именно с Ганнибалом, так что Овидию, жившему во времена Августа, не нужно было называть имя, чтобы читатели поняли, о ком он говорит. Также важное место в характеристике Ганнибала в римской традиции заняла его жестокость. Цицерон, сравнивая Ганнибала с Пирром, противопоставлял жестокость первого человечности и мягкосердечию последнего. В том же I веке до н. э. римские писатели сравнивали времена гражданских войн и Ганнибалову войну. Флор в пересказе Тита Ливия отмечал, что вторжения Пирра и Ганнибала принесли Италии меньше горя и разрушений, чем Союзническая война. Цицерон сравнивал поход Цезаря на Рим в 49 году до н. э. с походом Ганнибала, а Марка Антония называл вторым Ганнибалом, нанёсшим больше вреда Италии, чем его предшественник. Лукан сопоставил переход Ганнибала через Альпы и переход Цезаря через Рубикон как два равнозначных подвига. Гораций писал, что Ганнибал был менее опасен, чем продолжавшиеся гражданские войны. В «Разговорах в царстве мёртвых» Лукиана Самосатского изображён спор между Александром Македонским, Ганнибалом и Сципионом за право называть лучшим полководцем.
С началом принципата негативный образ Ганнибала стал постепенно тускнеть. Город Карфаген был восстановлен и заново отстроен в I веке до н. э. Когда Римская империя вступила в эпоху расцвета, уже не требовался пугающий образ карфагенского полководца, однако некоторые стереотипы сохранились. Уже Ювенал излагал историю походов Ганнибала в ироническом и насмешливом духе.
В эпоху классицизма образ Ганнибала был не очень популярным. Вероятно, это объясняется тем, что в художественной портретистике господствовало эпическое начало и исторические персонажи представали в первую очередь как действующие лица великих битв. Литературный образ Ганнибала «оказался… заперт в рамках единственного амплуа — амплуа эпического героя, трагически гибнущего в последнем акте». Он упоминается в пьесе Пьера Корнеля «Никомед» и является главным героем пьесы Тома Корнеля «Смерть Ганнибала». Показать внутренний трагизм судьбы карфагенского полководца попытался Мариво, но эта попытка не увенчалась успехом.
На рубеже XVIII и XIX веков происходит резкий поворот в трактовке образа Ганнибала. Уже Монтескьё в «Размышлениях о причинах величия и падения римлян» обнаружил некоторое сходство Карфагена с современной ему Англией. Шатобриан развил это сравнение, проведя параллель между герцогом Мальборо и Ганнибалом. Кардинальный же пересмотр роли и значения Ганнибала пришёлся на наполеоновскую эпоху. Этот пересмотр нашёл своё отражение в официальной портретистике того времени. Художник Давид в левом углу своей картины «Наполеон при переходе через Сен Бернар» начертал имена Ганнибала и Каролинга. Винченцо Монти в «Прометее» (1797) назвал Наполеона «вторым Ганнибалом и освободителем Италии». Сам Наполеон, находясь на острове Святой Елены, сравнивал себя с Ганнибалом. Лишь со второй половины XIX века Ганнибалом заинтересовались историки.

### В искусстве
Песня "Lightning at the Gates" группы Sabaton посвящена Ганнибалу и его подвигу во время Второй Пунической войны.

### Память в науке
Обнаруженный в 2013 году в Тунисе (в провинции Татавин) динозавр Tataouinea hannibalis получил видовое название в честь Ганнибала.

### Художественная литература
Ганнибал оставил большой след в искусстве и культуре, как человек, повлиявший на ход европейский истории. Его переход через Альпы остаётся одним из самых монументальных военных подвигов древности, который вдохновлял многих (в том числе деятелей искусства).
Ганнибалу посвящены несколько исторических романов, в частности «Ганнибал» Джека Линдсея, «Ганнибал, сын Гамилькара» Георгия Гулиа, «Слоны Ганнибала» Александра Немировского, «Ганнибал» Гисперта Хаафса, «Ганнибал» Росса Лекки и «Я шёл с Ганнибалом» Ханса Баумана.

### Кинематограф
| Год  | Фильм                                                                | Примечания                                                                 |
| 2006 | Ганнибал: Легендарный полководец (Hannibal — Rome’s Worst Nightmare) | Телевизионный фильм производства BBC с Александром Сиддигом                |
| 2005 | Ганнибал против Рима                                                 | Американский документальный фильм производства National Geographic Channel |
| 2005 | Правдивая история Ганнибала                                          | Американский документальный фильм                                          |
| 2001 | Ганнибал — человек, который ненавидел Рим                            | Британский документальный фильм                                            |
| 1997 | Великие битвы Ганнибала                                              | Английский документальный фильм                                            |
| 1996 | Путешествия Гулливера                                                | Ганнибал является Гулливеру в магическом зеркале.                          |
| 1959 | Ганнибал (Annibale)                                                  | Итальянский художественный фильм с Виктором Мэтьюром                       |
| 1955 | Возлюбленная Юпитера                                                 | Американский художественный фильм с Говардом Килом                         |
| 1937 | Сципион Африканский — поражение Ганнибала (Scipione l’africano)      | Итальянский художественный фильм                                           |
| 1914 | Кабирия                                                              | Итальянский немой художественный фильм                                     |

### Первоисточники
- Полибий. Всеобщая история в сорока книгах.
- Тит Ливий. История от основания города.
- Диодор Сицилийский. Историческая библиотека.
- Корнелий Непот. О великих иноземных полководцах. Ганнибал.
- Аппиан. Сирийская война.
- Плутарх. Сравнительные жизнеописания. Фабий, Марцелл

### Вторичные источники
На русском языке
- Габриэль Р. А. Ганнибал. Военная биография величайшего врага Рима = Hannibal: The Military Biography of Rome's Greatest Enemy. — М.: Центрполиграф, 2012. — 318 с. — 3000 экз. — ISBN 978-5-227-03130-3.
- Бир Гейвин де. Ганнибал: борьба за власть в Средиземноморье = Hannibal. The Struggle for Power iп the Mediterranean. — Смоленск: Русич, 2005. — 416 с. — (Популярная историческая библиотека). — 4000 экз.
- Елисеев М. Б. Вторая Пуническая война. — М.: Вече, 2018. — 480 с.: ил. — Серия «Античный мир». — ISBN 978-5-4444-6521-9.
- Кащеев В. И. Эллинистический мир и Рим: Война, мир и дипломатия в 220—146 годах до н. э. — М.: Греко-латинский кабинет Ю. А. Шичалина, 1993. — 374 с. — ISBN 5-87245-007-9.
- Ревяко К. А. Пунические войны. — Минск: Университетское, 1988. — 272 с. — ISBN 5-7855-0087-6.
- Кораблёв И. Ш. Ганнибал. — М.: Наука, 1976.
- Лансель С.[англ.]. Ганнибал = Hannibal. — М.: Молодая гвардия, 2002. — 356 с. — (Жизнь замечательных людей).
- Шустов В. Е. Войны и сражения Древнего мира. — Ростов-на-Дону: Феникс, 2006. — 521 с. — ISBN 5-222-09075-2.
- Аннибал, сын Амилькара // Энциклопедический словарь Брокгауза и Ефрона : в 86 т. (82 т. и 4 доп.). — СПб., 1890—1907.

На английском языке
- Badian E. Rome and Antiochos the Great: A Study in Cold War // Classical Philology. — Chicago: The University of Chicago Press, 1959. — Вып. 54, № 2. — С. 81—99.
- De Beer G. Hannibal: Challenging Rome’s Supremacy. — New York: Viking Press, 1969.
- Hoyos D. Hannibal’s Dinasty: Power and Politics in the Western Mediterranean, 247 — 183 BC. — London: Routledge, 2003.
- Lazenby J. F. Hannibal’s War: A Military History of the Second Punic War. — Norman: Unversity of Oklahoma Press, 1994.

На немецком языке
- Seibert J. Hannibal. — Darmstadt, 1993. — 552 с. — ISBN 3-534-12029-9.

На французском языке
- Picard G. Hannibal. — Paris, 1967.

На итальянском языке
- Brizzi G. Annibale. Strategia e immagine. — Perouse, 1984.